# Filmes de 1944 da RKO Pictures

## A RKO em 1944

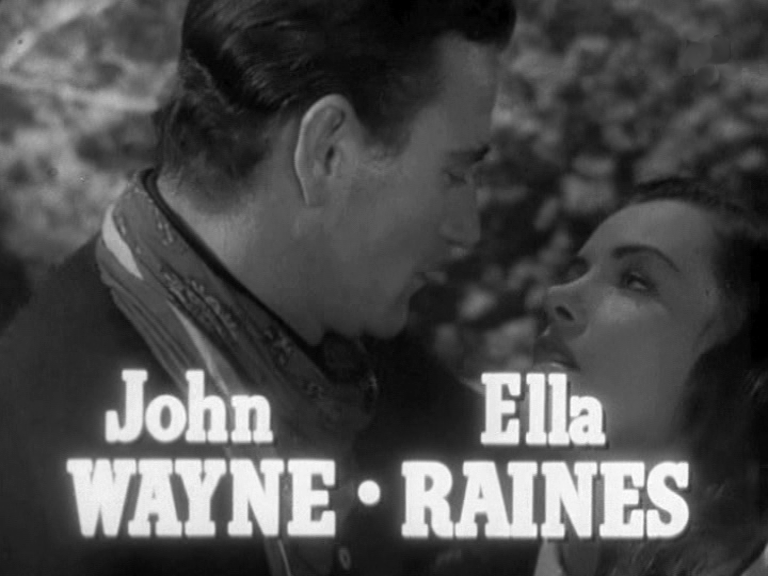
Cena do trailer de Tall in the Saddle, faroeste de mistério que foi um dos poucos grandes sucessos da RKO na temporada.

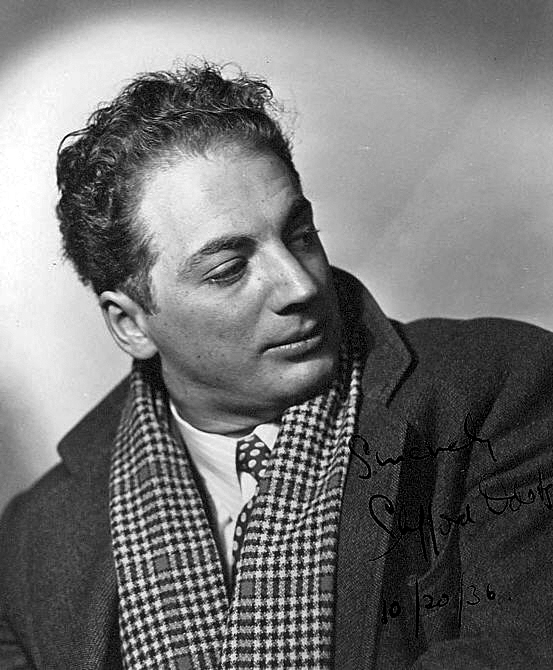
Clifford Odets em 1936. Importante dramaturgo e roteirista, ele dirigiu apenas dois filmes. O primeiro foi o premiado None But the Lonely Heart, de 1944, produção classe A da RKO estrelada por Cary Grant.

Ao longo do ano, o chefe de produção Charles Koerner criou várias unidades dentro da estrutura da empresa. Essas unidades foram confiadas a Jack J. Gross, trazido da Universal, Robert Fellows e Sid Rogell. Chamados de "produtores executivos", cada um deles ficou responsável por uma determinada quantidade de produções, sob o controle geral de Koerner. Koerner também contratou William Dozier como seu assistente executivo. A função de Dozier seria trabalhar próximo a vários roteiristas e produtores.
A RKO começou a distribuir os filmes de uma nova e poderosa produtora independente, a International Pictures. O primeiro deles foi Casanova Brown, com Gary Cooper. O ano também viu a estreia de Gregory Peck nas telas, em Days of Glory, enquanto Robert Mitchum encabeçava pela primeira vez o elenco de um filme (o modesto faroeste Nevada), antes de tornar-se um importante astro do estúdio. Três roteiristas tiveram a chance de passar à direção: Clifford Odets, Howard Estabrook e Herbert Biberman.
A RKO lançou 33 filmes em 1944. Os mais bem sucedidos foram Show Business, Tall in the Saddle e Bride by Mistake. Em um ano parco de indicações ao Oscar, Ethel Barrymore recebeu o prêmio de Melhor Atriz Coadjuvante por sua atuação em None But the Lonely Heart, o único dado a um filme do estúdio.
O balanço anual registrou um lucro de $5.206.378, um pouco inferior àquele apurado no ano precedente. Ainda assim, a diretoria estava tão satisfeita que criou um plano de pensões para os empregados da companhia e seus familiares.

## Prêmios Oscar
Foi a 17.ª cerimônia, com os filmes exibidos em Los Angeles no ano de 1944.
| Filme                     | Indicações                                                                                             | Premiações               |
| ------------------------- | --- | ------------------------ |
| Casanova Brown            | Melhor Direção de Arte (Preto e Branco) Melhor Trilha Sonora Melhor Mixagem de Som                     | ---                      |
| Days of Glory             | Melhores Efeitos Especiais                                                                             | ---                      |
| Music in Manhattan        | Melhor Mixagem de Som                                                                                  | ---                      |
| None But the Lonely Heart | Melhor Ator (Cary Grant) Melhor Atriz Coadjuvante (Ethel Barrymore) Melhor Trilha Sonora Melhor Edição | Melhor Atriz Coadjuvante |
| Step Lively               | Melhor Direção de Arte (Preto e Branco)                                                                | ---                      |

### Prêmios Especiais ou Técnicos
- Stephen Dunn, Departamento de Som da RKO Radio e Radio Corporation of America: Prêmio Científico ou Técnico (Classe II - Placa), "pelo projeto e desenvolvimento de um compressor-limitador".[3] (Tratava-se de um amplificador que proporcionava maior suavidade e incremento de inteligibilidade à reprodução de sons, especialmente aqueles falados.[1])

## Outras premiações
None But the Lonely Heart recebeu o prêmio de Melhor Filme do Ano pelo National Board of Review.

## Os filmes do ano
| Título original             | Título PT/BR                    | Título PT/PT            | Astros                           | Diretor                          |
| --------------------------- | ------------------------------- | ----------------------- | -------------------------------- | -------------------------------- |
| Action in Arabia            | Damasco                         | Zona Internacional      | George Sanders, Virginia Bruce   | Léonide Moguy                    |
| Belle of the Yukon          | A Bela do Yukon                 | A Bela de Yukon         | Randolph Scott, Gypsy Rose Lee   | William A. Seiter                |
| Bride by Mistake            | E O Amor Nasceu                 | Ela e os Seus Milhões   | Alan Marshal, Laraine Day        | George Wallace                   |
| Casanova Brown              | Casanova Júnior                 | O Moderno Casanova      | Gary Cooper, Teresa Wright       | Sam Wood                         |
| The Curse of the Cat People | A Maldição do Sangue da Pantera | A Maldição da Pantera   | Simone Simon, Kent Smith         | Robert Wise, Gunther von Fritsch |
| Days of Glory               | Quando a Neve Tornar a Cair     |                         | Tamara Toumanova, Gregory Peck   | Jacques Tourneur                 |
| Escape to Danger            |                                 | No Campo do Inimigo     | Eric Portman, Ann Dvorak         | Lance Comfort, Victor Hanbury    |
| Experiment Perilous         | Idílio Perigoso                 | Noite na Alma           | Hedy Lamarr, George Brent        | Jacques Tourneur                 |
| The Falcon in Hollywood     | O Falcão em Hollywood           | Mistérios de Hollywood  | Tom Conway, Barbara Hale         | Gordon Douglas                   |
| The Falcon in Mexico        | O Mistério do Morto             | Detective Privado       | Tom Conway, Mona Maris           | William Berke                    |
| The Falcon Out West         | O Anel da Morte                 | Vidas em Perigo         | Tom Conway, Carole Gallagher     | William Clemens                  |
| Gildersleeve's Ghost        |                                 |                         | Harold Peary, Marion Martin      | Gordon Douglas                   |
| Girl Rush                   |                                 |                         | Wally Brown, Alan Carney         | Gordon Douglas                   |
| Goin' to Town               |                                 |                         | Chester Lauck, Norris Goff       | Leslie Goodwins                  |
| Heavenly Days               |                                 |                         | Jim Jordan, Marian Jordan        | Howard Estabrook                 |
| Mademoiselle Fifi           |                                 | Mademoiselle Fifi       | Simone Simon, John Emery         | Robert Wise                      |
| Marine Raiders              | Inferno no Pacífico             | Invasão                 | Pat O'Brien, Robert Ryan         | Harold D. Schuster               |
| The Master Race             | Os Super Homens                 | A Raça Superior         | George Coulouris, Stanley Ridges | Herbert Biberman                 |
| Music in Manhattan          | Casei-Me por Engano             | O Marido da Minha Noiva | Anne Shirley, Dennis Day         | John H. Auer                     |
| My Pal Wolf                 | Amigo de Verdade                | O Meu Amigo Lobo        | Sharyn Moffett, Jill Esmond      | Alfred L. Werker                 |
| Nevada                      | Nevada                          |                         | Robert Mitchum, Anna Jeffreys    | Edward Killy                     |
| A Night of Adventure        |                                 | Advogado Genial         | Tom Conway, Audrey Long          | Gordon Douglas                   |
| None But the Lonely Heart   | Apenas um Coração Solitário     | O Vagabundo             | Cary Grant, Ethel Barrymore      | Clifford Odets                   |
| Passport to Destiny         |                                 |                         | Elsa Lanchester, Gordon Oliver   | Ray McCarey                      |
| The Princess and the Pirate | A Princesa e o Pirata           | A Princesa e o Pirata   | Bob Hope, Virginia Mayo          | David Butler                     |
| Seven Days Ashore           | Sete Dias de Licença            | Sete Dias de Folga      | Wally Brown, Alan Carney         | John H. Auer                     |
| Show Business               |                                 | Tempos Melhores         | Eddie Cantor, George Murphy      | Edwin L. Marin                   |
| Step Lively                 | Vivendo de Brisa                | Amor, Música e Sarilhos | Frank Sinatra, George Murphy     | Tim Whelan                       |
| Tall in the Saddle          | Adorável Inimiga                | A Indomável             | John Wayne, Ella Raines          | Edwin L. Marin                   |
| Up in Arms                  | Sonhando de Olhos Abertos       | Em Marcha               | Danny Kaye, Dinah Shore          | Elliott Nugent                   |
| The Woman in the Window     | Um Retrato de Mulher            | Suprema Decisão         | Edward G. Robinson, Joan Bennett | Fritz Lang                       |
| Yellow Canary               |                                 | Contra-Espionagem       | Anna Neagle, Richard Greene      | Herbert Wilcox                   |
| Youth Runs Wild             | Juventude sem Freios            |                         | Bonita Granville, Kent Smith     | Mark Robson                      |